# Pikin Rio
Pikin Rio (prijevod: Mala rijeka ) je rijeka koja izvire u unutrašnjosti Surinama, u okrugu Sipaliwini.
Rijeka izvire ispod vrha Franssen Herderschee Peek i ulijeva se iz planine Ananasberg (Planine ananasa). Glavni brzaci su Kumbaval (Kumbasula). Tamošnja sela dom su Saramaca Maroonsa. Asidonhopo koji se nalazi u Pikin Riju rezidencija je granmana Saramace.
Pikin Rio spaja se s Gran Riom kod Tapawatrasule u blizini sela Djumu, gdje se nastavlja kao Gornji tok rijeke Surinam.